# Komuro Suiun

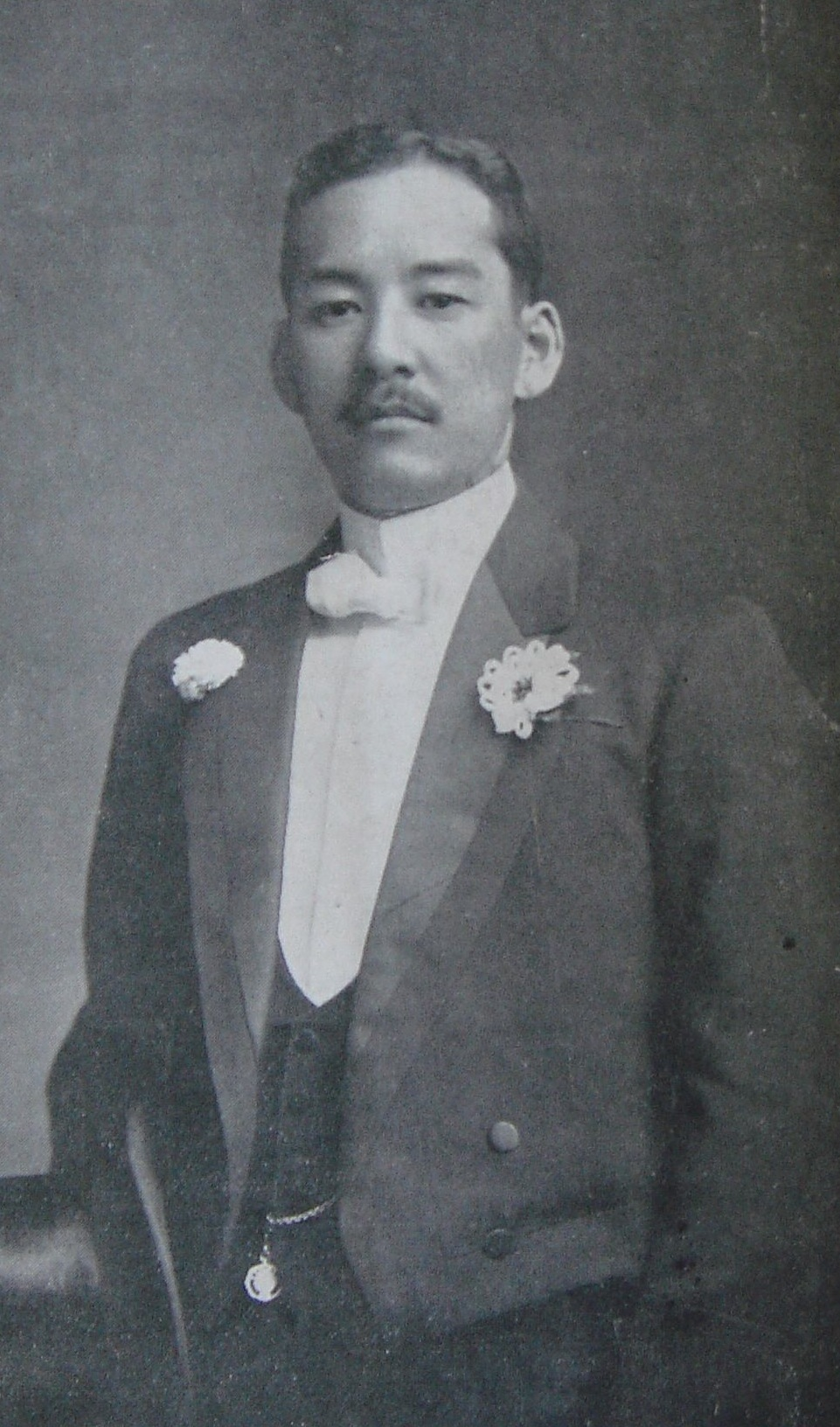
Komuro Suiun

Komuro Suiun (japanisch 小室 翠雲; geboren 31. August 1874 in Tatebayashi (Präfektur Gumma); gestorben 30. März 1945) war ein japanischer Maler der Nihonga-Richtung.

## Leben und Werk
Komuro Suiun studierte Malerei der Stilrichtung Nanga unter Tazaki Sōun. Seine Bilder wurden einige Male auf der Ausstellungsreihe der „Nihon bijutsu kyōkai“ (日本美術協会) prämiert. Er machte sich einen Namen als einer der Organisatoren der Ausstellungsreihen der „Nihongakai“ (日本画会) und der „Nangakai“(南画会).
1908 organisierte Komuro mit Takashima Hokkai, Mochizuki Kimpō (望月 金鳳; 1846–1915), Araki Jippo, Sakuma Tetsuen (佐久間 鉄園; 1850–1921), Yamaoka Beika (山岡米華; 1867–1913), Tanka Raishō (田中頼嶂; 1866–?), Moshizu Shunnan (益頭 峻南; 1867–1913) und anderen die „Orthodoxe Vereinigung“ (正派同志会, Seipa dōshi-kai), die sich gegen die sich die moderne Ausrichtung der staatlichen Ausstellungsreihe „Bunten“ wandte.
Komuro  gehörte ab der 9. „Bunten“ zum Auswahlkomitee. Seine Bilder „Seizan hakuun“ (青山白雲) – „Blauer Berge Weiße Wolken“, „Setchū sansui“ (雪中山水) – „Landschaft im Schnee“, „Shunkei shūkei sansui“ (春景秋景山水) – „Landschaft im Frühling und Herbst“ und „Shiji kako“ (四時佳興) – „Vier Jahreszeiten“ wurden jeweils mit einem 3. Preis ausgezeichnet. Auf der 7. „Bunten“ erhielt sein Bild  (寒林幽居) den 2. Preis. Auch auf der sich anschließenden, nun „Teiten“.  genannten staatlich Ausstellungsreihe zeigte er hin und wieder Bilder.
1922 reiste Komuro nach China, um dort zu malen. 1924 wurde er Mitglied der Japanischen Akademie der Künste und war weiterhin sehr aktiv. 1931 besuchte er anlässlich der Ausstellung japanische Malerei in Berlin, auf der auch Bilder von ihm gezeigt wurden, Europa. Die Bilder, die er dort malte, zeigte er auf der 10. „Inten“-Ausstellung.
Aus der „Teiten“–Zeit stammen „Kōkangū“ (広寒宮), „Nansen hokuba“ (南船北馬) – „Umherschweifen“, „Shū Renkei“ (周濂渓) – „Zhōu Dūn-yí“, „Denka shimmi“ (田家新味) „Ländlicher Geschmack“,  „Shōtoku Kabo“ (承徳 佳望), die sein Können als Nanga-Maler zeigen. Neben der Arbeit für die staatlichen Ausstellungsreihe kümmerte er sich auch um die Ausstellungen des „Nihon Nanaga-in“ (日本南画院). 1942 gründete er das „Daitō Nanshū-in“ (大東南宗院), um den Nanga-Stil in Ostasien, insbesondere in China, zu stärken.
Komura verfasste auch Bücher zur Malerei. 1944 war er die einzige Person, die als „Kunstberater für den Kaiserhof“ (帝室技芸員, Teishitsu gigei-in) neu aufgenommen wurde.

## Bilder

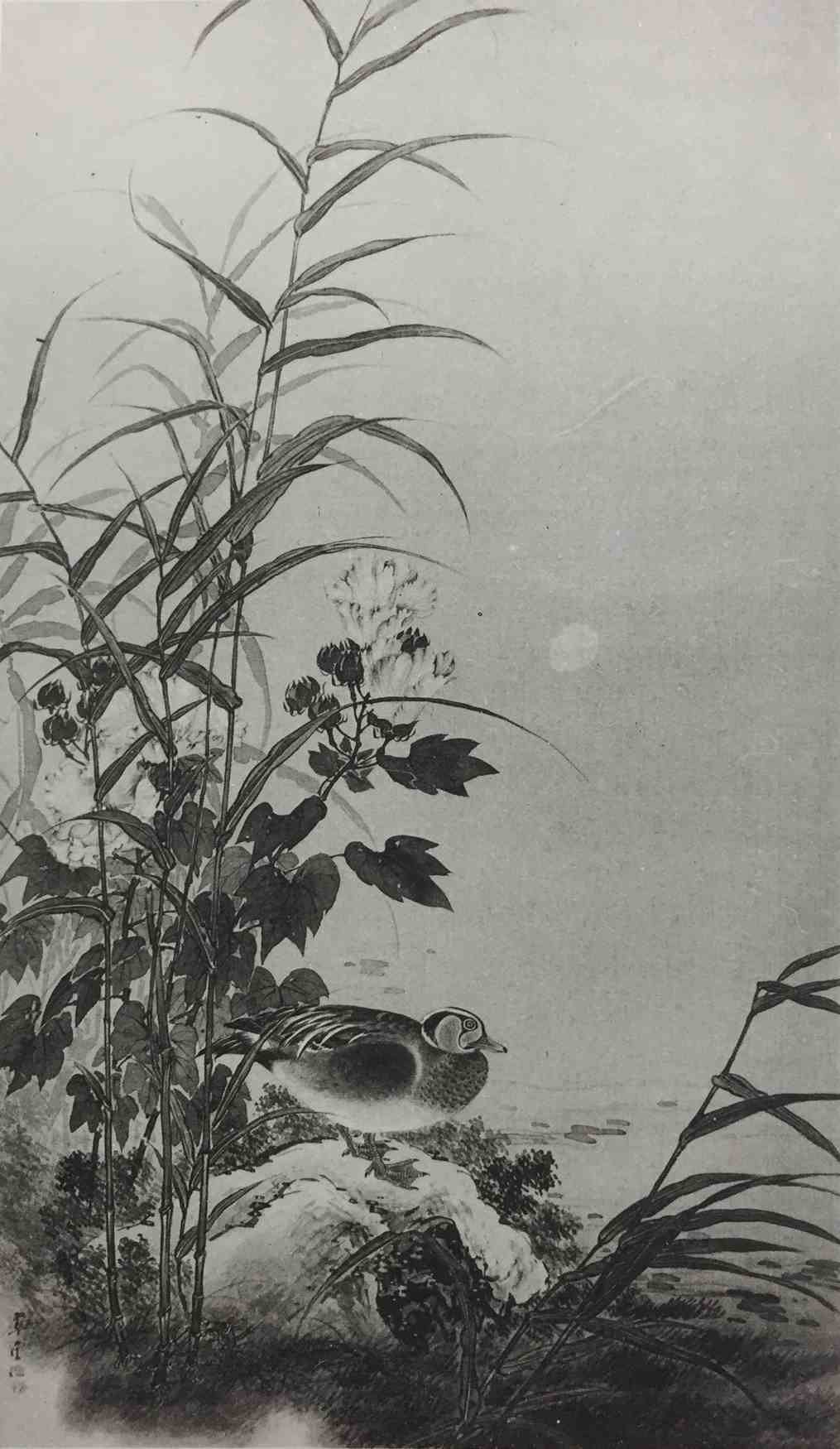
Einsame Ente, 1904
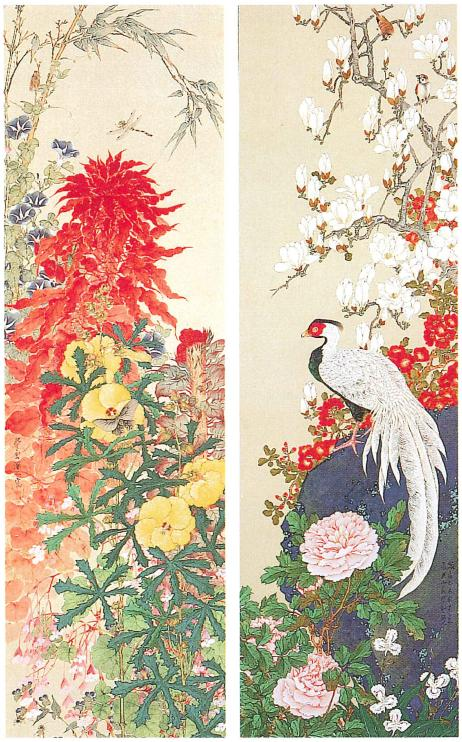
Frühling und Herbst, 1919
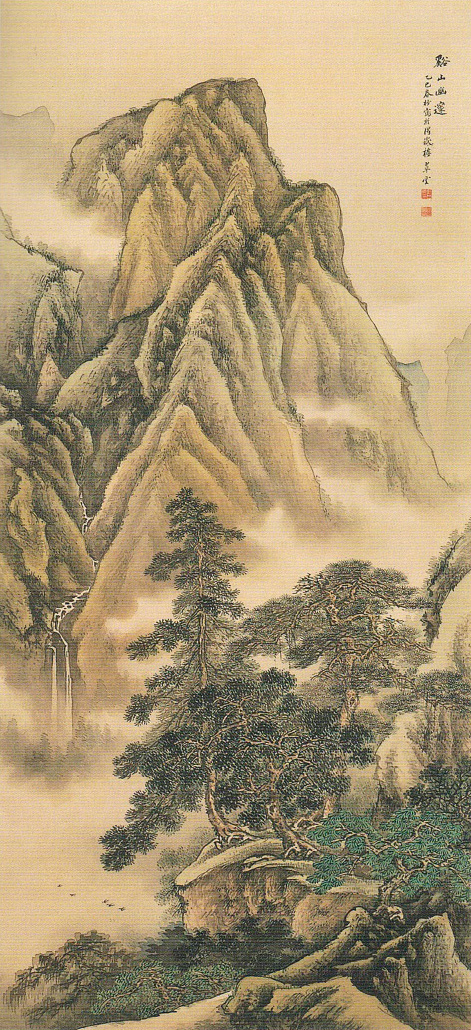
Landschaft